# Bulkeley Hill Narrow Gauge Railway
| Bulkeley Hill Narrow Gauge Railway                                                 | Bulkeley Hill Narrow Gauge Railway |
| ---------------------------------------------------------------------------------- | ---------------------------------- |
| Gleisreste an der Bergstation, Blick bergab, 2016 Pumpwerk an der Talstation, 2002 |                                    |
| Streckenverlauf der Schmalspurstandseilbahn                                        |                                    |
| Streckenlänge:                                                                     | ca. 0,3 km                         |
| Spurweite:                                                                         | 610 mm (2-Fuß-Spur)                |
| Maximale Neigung:                                                                  | ca. 45° = 1000 ‰                   |
|                                                                                    |                                    |

Die Bulkeley Hill Narrow Gauge Railway war eine etwa 300 m lange Schmalspurstandseilbahn (englisch: Incline) mit 610 mm (2 Fuß) Spurweite bei Bulkeley in Cheshire, England. Mit einer Steigung von stellenweise 1:1 (45°), wird sie oft als Cheshires steilste Eisenbahn bezeichnet.

## Geschichte
Das Staffordshire Potteries Water Board erhielt 1937 die Genehmigung für die Errichtung von Trinkwasserpumpstationen in Peckforton und Tower Wood in Cheshire mit einem Reservoir auf dem Bulkeley Hill, von wo aus das Wasser zu einem großen Speicherbecken bei Cooper’s Green in der Nähe von Audley zur Verteilung an Tunstall und die Töpfereien geleitet wurde.  Nachdem das Wasser in den Hochbehälter gepumpt wurde, floss es in einer 27-Zoll-Pipeline (⌀ 686 mm) zu den Töpfereien.
Die Standseilbahn wurde beim Bau des Bulkeley-Hill-Reservoirs und der Wasserleitung verwendet, um etwa 105 m Höhenunterschied zu überwinden. Es gibt drei Schutzweichen, um außer Kontrolle geratene Loren automatisch zu entgleisen. An der Talstation stehen fünf wiederverwendete Lancashire-Kessel als Diesel-Vorratsbehälter für die Pumpen.

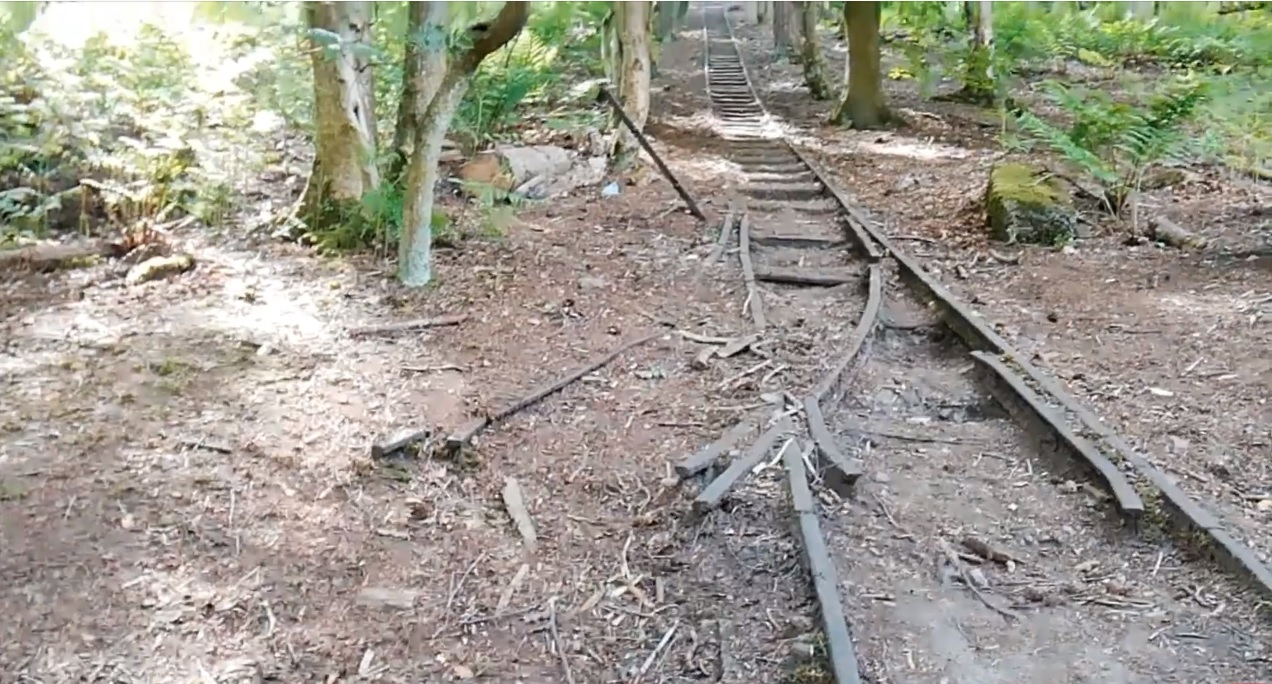
Schutzweiche im unteren Bereich, Blick bergauf
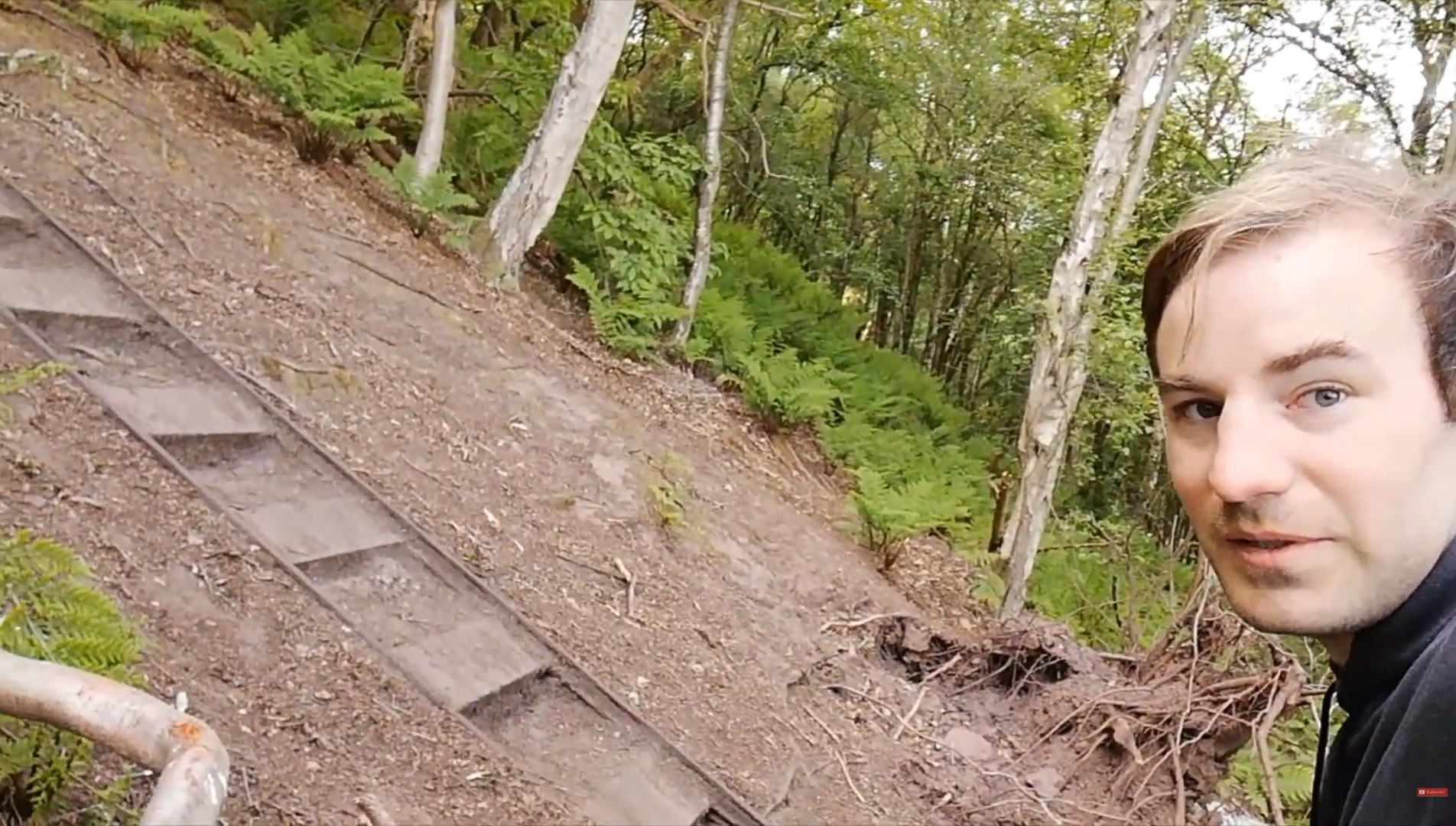
Steilstrecke auf halbem Weg, von der Seite
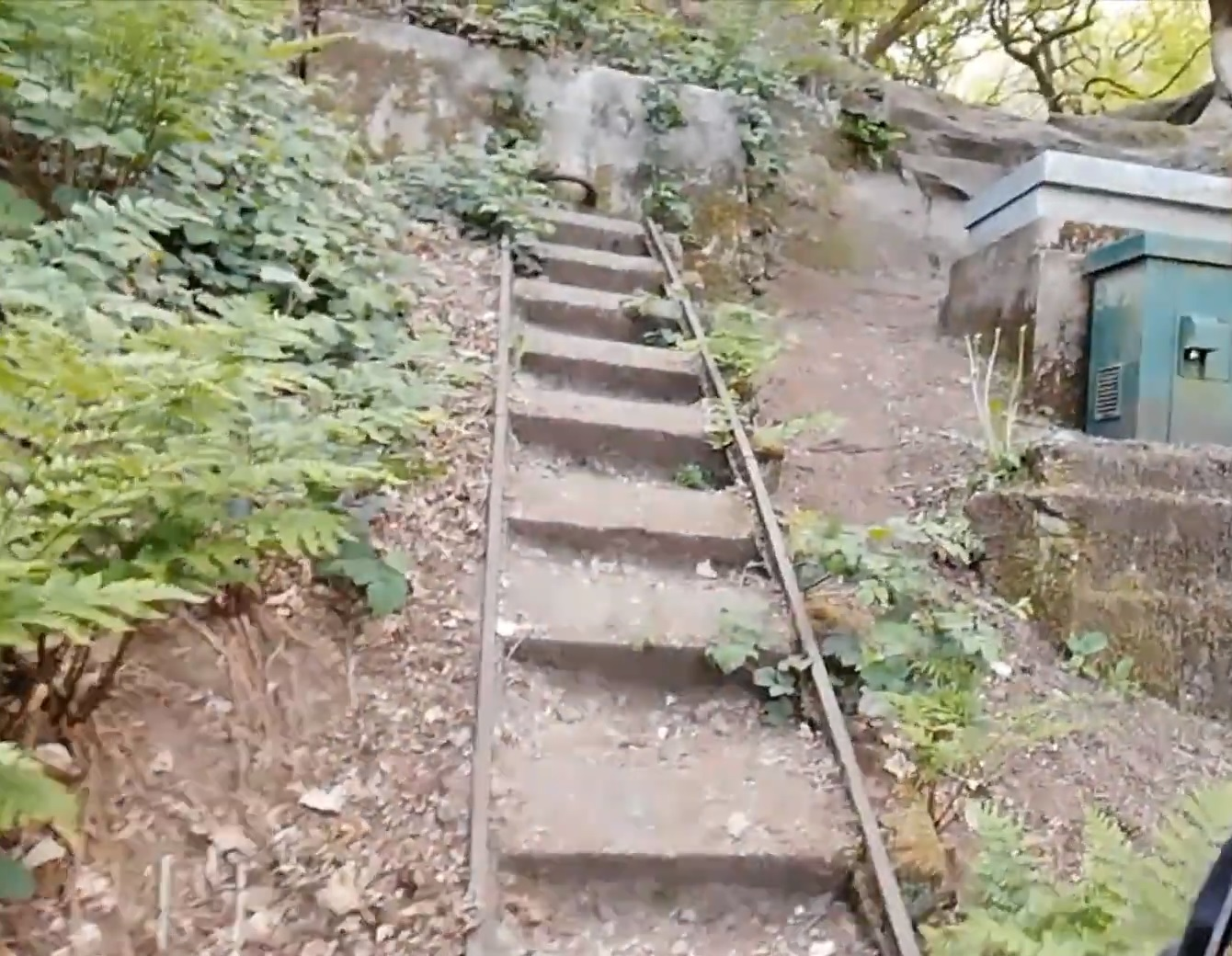
Bergstation, Blick bergauf